# Thomas Reade Rootes Cobb

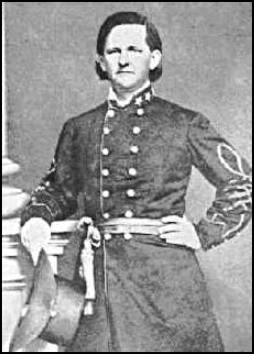
Thomas Reade Rootes Cobb

Thomas Reade Rootes Cobb (* 10. April 1823 im Jefferson County, Georgia; † 13. Dezember 1862 in Fredericksburg, Virginia) war der Bruder von Howell Cobb, Autor, Politiker und Brigadegeneral der Konföderiertenarmee im Sezessionskrieg.

## Leben
Cobb graduierte 1841 an der University of Georgia und von 1849 bis 1857 war er Berichterstatter des Obersten Gerichtshofs (Supreme Court) des Staates Georgia. Bei Ausbruch des Bürgerkriegs war er Delegierter von Georgia im provisorischen Kongress der Konföderierten und Vorsitzender des Komitees für Militärangelegenheiten. Anschließend ging er als Colonel zur kämpfenden Truppe, kämpfte vom 25. Juni bis zum 1. Juli 1862 in der Sieben-Tage-Schlacht in Virginia und am 30. August 1862 bei der Zweiten Schlacht am Bull Run, Manassas, Virginia.
Im Oktober 1862 wurde er zum Brigadegeneral befördert und übernahm das Kommando über eine Brigade, die vorher seinem Bruder unterstellt war. Am 13. Dezember 1862, am dritten Tag der Schlacht von Fredericksburg, wurde er getötet.

## Werke
- Digest of the Statute Laws of Georgia (1851)
- Inquiry into the Law of Negro Slavery in the United States (1858)
- Historical Sketch of Slavery, from the Earliest Periods (1859)
- The Colonel (1897)